# Марчедуза
Марчедуза (італ. Marcedusa, сиц. Marcidusa) — муніципалітет в Італії, у регіоні Калабрія,  провінція Катандзаро.
Марчедуза розташована на відстані близько 490 км на південний схід від Рима, 25 км на північний схід від Катандзаро.
Населення — 438 осіб (2014).
Щорічний фестиваль відбувається 30 листопада. Покровитель — Андрій Первозваний.

## Демографія
Населення за роками:

Станом на 1 січня 2023 року в муніципалітеті офіційно проживав 21 іноземець з 5 країн, серед них 16 громадян країн Євросоюзу.

## Сусідні муніципалітети
- Белькастро
- Мезорака
- Петрона